# Melanophilharmostes ocellatus
Melanophilharmostes ocellatus är en skalbaggsart som beskrevs av Renaud Maurice Adrien Paulian 1968. Melanophilharmostes ocellatus ingår i släktet Melanophilharmostes och familjen Hybosoridae. Inga underarter finns listade i Catalogue of Life.